# Molgula bourbonis
Molgula bourbonis is een zakpijpensoort uit de familie van de Molgulidae. De wetenschappelijke naam van de soort werd in 1994 voor het eerst geldig gepubliceerd door Claude Monniot.